# Yves Auvinet
 (mars 2019).
Si vous disposez d'ouvrages ou d'articles de référence ou si vous connaissez des sites web de qualité traitant du thème abordé ici, merci de compléter l'article en donnant les références utiles à sa vérifiabilité et en les liant à la section « Notes et références ».
Yves Auvinet, né le 22 mai 1954 à La Ferrière (Vendée), est un homme politique français.

## Biographie
Yves Auvinet, né le 22 mai 1954 à La Ferrière. Fils de Clément Auvinet (1918-2016), meunier, conseiller municipal de La Ferrière de 1947 à 1977, et de Hélène Marsaud (décédée en 2010).
Secrétaire de mairie de 1974 à 1987, puis gérant de librairie
Il devient maire de la commune de La Ferrière à la suite du décès de Marcel Rivière, en avril 1994.
Il préside, de 2008 à 2015, l’Association des maires de la Vendée devenue l’Association des maires et présidents de communautés de la Vendée en janvier 2013,.
Après la démission de Bertrand de Villiers de son poste de conseiller général, il se présente à sa succession dans le canton des Essarts en novembre 2010. Élu lors des cantonales partielles, il siège au sein du conseil général à partir du 30 novembre.
Yves Auvinet est élu président du Conseil départemental de la Vendée le 2 avril 2015 pour un mandat de six ans. Il assure dans le même temps la présidence de la SAEM Vendée, organisatrice du Vendée Globe
Il prend sa retraite politique en ne se représentant pas à l'élection départementale de 2021.